# موتور محمد نارویی میرزاخان
موتور محمد نارویی میرزاخان یک منطقهٔ مسکونی در ایران است که در دهستان جلگه چاه هاشم واقع شده‌است.